# Gephyrellula violacea
Gephyrellula violacea là một loài nhện trong họ Philodromidae.
Loài này thuộc chi Gephyrellula. Gephyrellula violacea được Cândido Firmino de Mello-Leitão miêu tả năm 1918.